# ジャパンジョッキーズカップ
ジャパンジョッキーズカップ（Japan Jockey's Cup）は、盛岡競馬場で2015年から2019年まで毎年7月に開催されていた競馬の騎手招待競走である。

## 概要
JRA所属騎手4名による「Team JRA」、東日本地区地方競馬所属騎手4名による「Team EAST」、西日本地区地方所属騎手4名による「Team WEST」の3チームによるチーム対抗戦として2015年に開始された。
レース毎に着順によるポイントを付与し、それぞれのチームの騎手の3レース合計ポイントにより優勝チームを、また、個人の合計ポイントにより個人優勝者を決定する。

## 施行日
| 回数  | 施行日        |
| ----- | ------------- |
| 第1回 | 2015年7月20日 |
| 第2回 | 2016年7月18日 |
| 第3回 | 2017年7月17日 |
| 第4回 | 2018年7月16日 |
| 第5回 | 2019年7月15日 |

## 対象競走
※各競走の施行順・詳細は2017年のもの
- ジャパンジョッキーズカップ第1戦（ダート1200m）
- ジャパンジョッキーズカップ第2戦（芝1700m）
- ジャパンジョッキーズカップ第3戦（ダート1600m）

## チーム編成
- Team JRA 　JRA所属騎手（美浦・栗東各2名・計4名により編成）
- Team EAST 　東日本地区（北海道、岩手、南関東地区、金沢所属騎手各1名・計4名により編成）
- Team WEST 　西日本地区（東海地区、兵庫、高知、佐賀所属騎手各1名・計4名により編成）

## 出場騎手
| 回数  | Team JRA             | Team EAST  | Team WEST |
| ----- | -------------------- | ---------- | --------- |
| 第1回 | 岩田康誠             | 山本聡哉   | 山口勲    |
| 第1回 | 福永祐一             | 岩橋勇二   | 岡部誠    |
| 第1回 | 戸崎圭太             | 真島大輔   | 木村健    |
| 第1回 | 柴山雄一             | 藤田弘治   | 永森大智  |
| 第2回 | 内田博幸             | 村上忍     | 川原正一  |
| 第2回 | 戸崎圭太             | 五十嵐冬樹 | 丸野勝虎  |
| 第2回 | ミルコ・デムーロ     | 真島大輔   | 永森大智  |
| 第2回 | 川田将雅             | 田知弘久   | 山口勲    |
| 第3回 | 内田博幸             | 山本聡哉   | 山口勲    |
| 第3回 | 戸崎圭太             | 桑村真明   | 佐藤友則  |
| 第3回 | 福永祐一             | 矢野貴之   | 永森大智  |
| 第3回 | クリストフ・ルメール | 藤田弘治   | 下原理    |
| 第4回 | 内田博幸             | 山本聡哉   | 山口勲    |
| 第4回 | 戸崎圭太             | 桑村真明   | 岡部誠    |
| 第4回 | 福永祐一             | 矢野貴之   | 永森大智  |
| 第4回 | クリストフ・ルメール | 藤田弘治   | 下原理    |
| 第5回 | 武豊                 | 村上忍     | 山口勲    |
| 第5回 | 戸崎圭太             | 桑村真明   | 佐藤友則  |
| 第5回 | 川田将雅             | 森泰斗     | 永森大智  |
| 第5回 | 三浦皇成             | 青柳正義   | 吉村智洋  |

## 順位の決定方法
- 騎手が騎乗した馬の着順により、下表のとおりポイントを1競走ごとに与え、3競走の合計ポイントが上位のチームを優勝とする。なお、個人戦についても同様である。

※ポイント表
| 1着  | 2着  | 3着  | 4着  | 5着  | 6着 | 7着 | 8着 | 9着 | 10着 | 11着 | 12着 |
| ---- | ---- | ---- | ---- | ---- | --- | --- | --- | --- | ---- | ---- | ---- |
| 20点 | 15点 | 13点 | 11点 | 10点 | 6点 | 5点 | 4点 | 3点 | 2点  | 1点  | 1点  |

- - また、合計ポイントが同点の場合は、チーム内最上位の着順が上位であるチームを優先し、最上位の着順が同位の場合は、第3戦の着順上位を優先する。個人戦についても同様に、第3戦の着順上位を優先とする。

- 出走馬不足、出走取消、競走除外等、騎手本人の責によらず騎乗できなかった場合は5ポイントを与える。
- 競走中止の場合は、最下位と同ポイントを与える。
- 騎手本人の責により騎乗できなかった場合または失格した場合は、点数を与えない。
- 同着の場合における得点は、各同着者に対して、着順に応じたポイントを与える。

## 歴代優勝者
団体戦
※太字が優勝チーム
| 回数  | Team JRA | Team EAST | Team WEST |
| ----- | -------- | --------- | --------- |
| 第1回 | 112p     | 81p       | 80p       |
| 第2回 | 91p      | 71p       | 111p      |
| 第3回 | 92p      | 113p      | 72p       |
| 第4回 | 113p     | 63p       | 101p      |
| 第5回 | 60p      | 100p      | 121p      |

個人戦
| 回数  | 優勝騎手 | 所属 | ポイント |
| ----- | -------- | ---- | -------- |
| 第1回 | 戸崎圭太 | JRA  | 43p      |
| 第2回 | 永森大智 | 高知 | 33p      |
| 第3回 | 矢野貴之 | 大井 | 38p      |
| 第4回 | 内田博幸 | JRA  | 41p      |
| 第5回 | 佐藤友則 | 笠松 | 51p      |